# Ohne
Ohne község Németországban, Alsó-Szászországban, Bentheim-Grafschaft járásban. Lakosainak száma 589 fő (2023. december 31.).